# 713-j prosit posadku
713-j prosit posadku (russisk: 713-й просит посадку) er en sovjetisk spillefilm fra 1962 af Grigorij Nikulin.

## Medvirkende
- Vladimir Tjestnokov som Richard Gunther
- Otar Koberidze som Henry
- Lev Kruglyj som Irzji
- Ljudmila Abramova som Eva Priestley
- Nikolaj Korn